# Медведева-Томашевская, Ирина Николаевна
Ири́на Никола́евна Медве́дева-Томаше́вская (10 августа 1903, Женева — 26 октября 1973, Гурзуф) — советский литературовед, жена пушкиниста, профессора Б. В. Томашевского.

## Биография
Родилась и прожила первые четыре месяца жизни в Женеве, где учились её родители. 17 апреля 1905 года её отец, Николай Блинов, русский дворянин, организовавший в Житомире дружину по защите евреев, был убит во время одного из погромов, ему было 23 года. В 1920-х годах вышла замуж за новгородского крестьянина Медведева, сохранила его фамилию на всю жизнь.
В 1930 году Ирина окончила Ленинградский институт истории искусств. Её учителями были Ю. Н. Тынянов, Л. В. Щерба, В. М. Жирмунский, Г. А. Гуковский, Б. М. Эйхенбаум, Б. В. Томашевский, Л. Я. Гинзбург и другие. С середины 30-х годов была дружна с Ахматовой. После августа 1946 года (Постановление «О журналах „Звезда“ и „Ленинград“»), когда Анна Ахматова лишилась средств к существованию, Ирина Николаевна организовала ей постоянную помощь.
В 1949 году защитила кандидатскую диссертацию на тему «Гнедич в общественной и литературной борьбе первой четверти XIX века». Подготовила книгу «Н. И. Гнедич. Стихотворения и поэмы» для Малой (1936) и Большой серии «Библиотеки поэта» (1956).
Знакомство с А. И. Солженицыным восходит к зиме 1967 года, когда он расспрашивал Медведеву-Томашевскую о высылке крымских татар, раскулачивании, новгородской деревне 20-х годов. В марте 1969 года Солженицын пытался начать писать «Красное колесо» у Томашевской в Гурзуфе. Там возник замысел о необходимости написать книгу об авторстве «Тихого Дона».
В конце 1971 года Томашевская начала исследование авторства романа «Тихий Дон». Помощники Солженицына, в том числе Е. Ц. Чуковская, снабжали её материалами. Уже после смерти Томашевской работа вышла в виде книги «Стремя „Тихого Дона“». В предисловии А. И. Солженицына к первому изданию этого исследования (Париж, 1974) И. Н. Томашевская обозначена псевдонимом «Д*». Имя автора было обнародовано Н. А. Струве, парижским издателем «Стремени», в интервью данном «Литературной газете» только в мае 1990 года.
В Пятом дополнении к книге «Бодался телёнок с дубом» Солженицын объяснил происхождение псевдонима «Д*»: от Дона и Дамы — так называли Ирину Николаевну для конспирации.

## Произведения
- Медведева И. Н. Русская Таврида. Очерки. Книга 1. — Симферополь: Крымиздат, 1946. — 118 с.
- Медведева И. Н. Таврида. — Л.: Лениздат, 1956. — 444 c., 15 000 экз.
- Медведева И. Н. Екатерина Семёнова: Жизнь и творчество трагической актрисы. — М.: Искусство, 1964. — 320 с., 10 000 экз.
- Медведева И. Н. «Горе от ума» А. С. Грибоедова. Макогоненко Г. П. «Евгений Онегин» А. С. Пушкина / И. Н. Медведева, Г. П. Макогоненко; ред. Е. Мельникова, С. Лакшина, 1971. — 208 с., 150 000 экз.
- Медведева И. Н. «Горе от ума» А. С. Грибоедова. — 2-е изд. — М. : Художественная литература, 1974. — 108 с., 150 000 экз.
- D*. Стремя «Тихого Дона» (загадки романа). — Париж: YMCA Press, 1974. — 195 с.
- Медведева И. Н. (Д*) Стремя «Тихого Дона» (загадки романа). — М.: Горизонт, 1993. — 128 с., 2 000 экз.
- Медведева-Томашевская И. Н. Таврида: земной Элизий. Екатерина II, Пушкин, Лихачёв и другие. — М.: АСТ: Редакция Елены Шубиной, 2020. — 608 с. — (Вокруг Пушкина). — ISBN 978-5-17-092636-7.